# Richard Howard, IV conte di Effingham
Richard Howard (21 febbraio 1748 – 11 dicembre 1816) è stato un nobile, politico e militare britannico. Ebbe il titolo di cortesia di Lord Howard fino al 1791.

## Biografia
Era figlio di Thomas Howard, II conte di Effingham e Elizabeth Beckford.
Il 21 novembre 1763 divenne sub-brigadiere nelle Troop of Horse Guards e brigadiere e luogotenente il 21 gennaio 1765.
Fu membro del parlamento rappresentando Steyning dal 1784 al 1790.
Il 29 marzo 1784 venne nominato segretario e controllore finanziario della regina Carlotta.
Ereditò la contea nel 1791 dal fratello Thomas. Il 7 settembre 1803 fu nominato colonnello del Sheffield Regiment of Volunteers e divenne tesoriere della regina nel 1814.
Alla sua morte nel 1816 la contea di Effingham si estinse mentre suo cugino Kenneth ereditò soltanto il titolo di barone Howard di Effingham.